# Râul Orlat
Râul Orlat este un curs de apă, afluent al Pârâului Negru. 